# Korčanski distrikt
Korčanski distrikt (albanski: Rrethi i Korçës) je jedan od 36 distrikata u Albaniji, dio Korčanskog okruga. Po popisu iz 1989. ima oko 215.221 stanovnika, a pokriva područje od 2.180 km². 
Nalazi se na istoku države, a sjedište mu je grad Korçë. Distrikt se sastoji od sljedećih općina:
- Drenovë
- Gorë
- Korçë
- Lekas
- Libonik
- Liqenas
- Maliq
- Moglicë
- Mollaj
- Pirg
- Pojan
- Qendër Bulgarec
- Vithkuq
- Voskop
- Voskopojë
- Vreshtaz